# Хосе Марія Альфаро Самора
Хосе Марія Альфаро Самора (ісп. José María Alfaro Zamora; 20 березня 1799 — 12 червня 1856) — державний і політичний діяч, двічі обіймав посаду голови держави Коста-Рики між 1842 і 1847 роками.

## Біографія
Був фермером та підприємцем. Він володів кавовими плантаціями та лісопилкою поряд з Алахуелою. Також він був членом лісопромислової компанії з Хінотепе, Нікарагуа.
Від 1825 до 1827 року був помічником депутата Алахуели, 1928 — заступником мера рідного міста, від 1829 до 1831 — депутатом від Алахуели, від 1834 до 1836 — депутатом від Ередії. 1841 року став політичним лідером західного департаменту, а від 1841 до 1842 року обіймав посаду магістрата Судової палати.
Наприкінці вересня 1842 року Антоніо Пінто Соарес, який прийшов до влади в результаті державного перевороту, відмовився від посади голови держави на користь Альфаро Самори. За своєї адміністрації він збудував дорогу, що з'єднала Сан-Хосе з Пунтаренасом, заснував Університет Санто-Томас, ухвалив конституцію 1844 року та започаткував газету «Mentor Costarricense». 1844 року він програв вибори Франсіско Марії Ореамуно Бонільї.
У червні 1846 року після чергового державного перевороту Альфаро Самора знову став гловою держави. За часів його врядування Пунтаренас було проголошено вільним портом й ухвалено конституцію 1847 року. Натомість було провалено дипломатичну місію до Нікарагуа, що мала на меті підписати договір про кордони між двома країнами (до першої подібної спроби вдавався ще Брауліо Каррільйо Коліна 1838 року). Попри те, що 1847 року Альфаро Самора програв вибори, він став віцепрезидентом в адміністрації Хосе Марії Кастро Мадріса.
Однак на посаді віцепрезидента він пробув недовго — вже за кілька місяців його звинуватили в корупції та усунули від посади, після чого Альфаро Самора був змушений виїхати до Панами.
Згодом він повернувся на батьківщину, втім участі в її політичному житті більше не брав. Помер улітку 1856 року через холеру.